# Lestrolepis luetkeni
Lestrolepis luetkeni är en fiskart som först beskrevs av Ege, 1933.  Lestrolepis luetkeni ingår i släktet Lestrolepis och familjen laxtobisfiskar. Inga underarter finns listade i Catalogue of Life.